# Бамбус
За истоимено алкохолно пиће погледајте Бамбус (пиће)
Бамбуси (Bambuseae) или трсковаче, су трибус дрвенастих зимзелених вишегодишњих биљака из породице трава (Poaceae). Овај трибус обухвата 92 рода и око 1.000 врста бамбуса. Бамбуси спадају у биљке које најбрже расту. Већ за неколико месеци стабљика може да достигне своју коначну висину. Поред дрвенастих бамбуса који достижу висину дрвећа, постоји и друга велика група бамбуса, који растом највише подсећају на „нормалне“ траве, они нису дрвенасти и ретко када прелазе висину од 1 m.
Племе Bambuseae спада у две кладе, које кореспондирају врста из неотропске екозона (потплемена Arthrostylidiinae, Chusqueinae, и Guaduinae) и из Paleotropics (потплемена Bambusinae, Hickeliinae, Melocanninae, и Racemobambosinae).

## Распрострањеност
Бамбуси расту у различитим климама, од хладних планина до врелих тропских подручја. Појављују се у источној Азији, од 50° сјеверне географске ширине на Сахалину до сјеверне Аустралије, на западу до Индије и Хималаја Могу се наћи и у Подсахарској Африци и на америчким континентима од југоистока САД према југу до Аргентине и Чилеа гдје допиру до своје најјужније тачке на 47° јужне географске ширине. Већа подручја на којима бамбус није домаћа биљка обухватају Европу, сјеверну Африку, западну Азију, Канаду, већи дио Аустралије и Антарктик.

## Примјена
Користе се сви дијелови бамбуса и то за различите намјене — у људској и животињској исхрани, за производњу финог, квалитетног папира, за грађевинске материјале и лијекове, као и за украсне елементе у пејзажним вртовима.

## Градња
Када се његује, бамбусово дрво постаје врло тврдо те као такво буде истовремено и лако и издржљиво и има велику моћ растегљивости (~15.000 psi, ~100 MPa). У тропским подручјима се користи у изградњи кућа, скела, затим као замјена за класичну челичну арматуру итд. Данашње фирме покушавају популарисати бамбус као материјал за градњу подова али је бамбусово дрво врло осјетљиво јер га нападају инсекти и могуће га је одржати само уз одговарајуће хемикалије и држање потпуно сувим.

### Медицина
У кинеској медицини бамбус се користи за лијечење инфекција. Такође, бамбус служи као скроман извор калијума. У индијској народној медицини силицијумске наслаге у стабљикама бамбуса се зову „банслохан“, а у индо-персијској народној медицини „табашир“ или „тавашир“. За ове наслаге се каже да имају благотворно дејство за обољења дисајних органа. Данас ју је врло тешко наћи и замјењује се синтетичком силицијумском киселином.

## Митологија
У неколицини азијских култура се вјерује да људски род потиче из бамбусовог стабла. У филипинском миту о стварању свијета се каже да су први човјек и прва жена настали од расцијепљених бамбусових стабала на острву након борбе елементарних сила (неба и океана). У малезијској митологији се, у сличној причи, спомиње човјек који сања о прелијепој жени док спава испод бамбуса; буди се и ломи стабло бамбуса, откривајући унутра жену. Јапанска народна приповијетка „Прича о принцези Кагуји“ (јап. かぐや姫の物語, Kaguya-hime no Monogatari) говори о принцези са Мјесеца која се појављује из бамбуса. У Полинезији, отјелотворење бога ствараоца Канеа Милохаија је у облику хавајског бамбуса.
Древна вијетнамска легенда говори о сиромашном, младом сељаку који се заљубио у кћерку свог газде. Када га је питао за њену руку, поносни газда није пристао да се његова кћерка уда за сиромашног сељака. Умјесто тога, одлучио је да зада немогућ услов: даће му кћерку ако му донесе бамбусово стабло са стотину чворова. Буда се, међутим, појавио сељаку и рекао му да такво стабло може направити од неколико различитих бамбусових стабала. Успут му је дао магичну формулу која ће му помоћи да их састави: „Kh?c nh?p, kh?c xu?t“", што значи „смјеста састави, смјеста растави“. Када је успио у том послу, поносни сељак се вратио код газде и захтијевао његову кћерку. Запањен тако дугим бамбусом, газда га је узео али је сељак изговорио прве двије ријечи магичне формуле и газда се тренутачно залијепио за бамбус. Прича се завршава срећним браком газдине кћерке и сељака, а газда се одлијепио од бамбуса тек када је брак допустио и сељак изговорио друге двије ријечи магичне формуле.

## Врсте
Постоји 68 родова који су груписани у седам подплемена:
- потплеме :[1]
- потплеме :[1]
- потплеме :[1]
- потплеме Racemobambosinae:
[21][22]
- потплеме :[23][24][25]
[23][24][25]
- потплеме :[1]
- потплеме :[1]